# Eduard Grimm

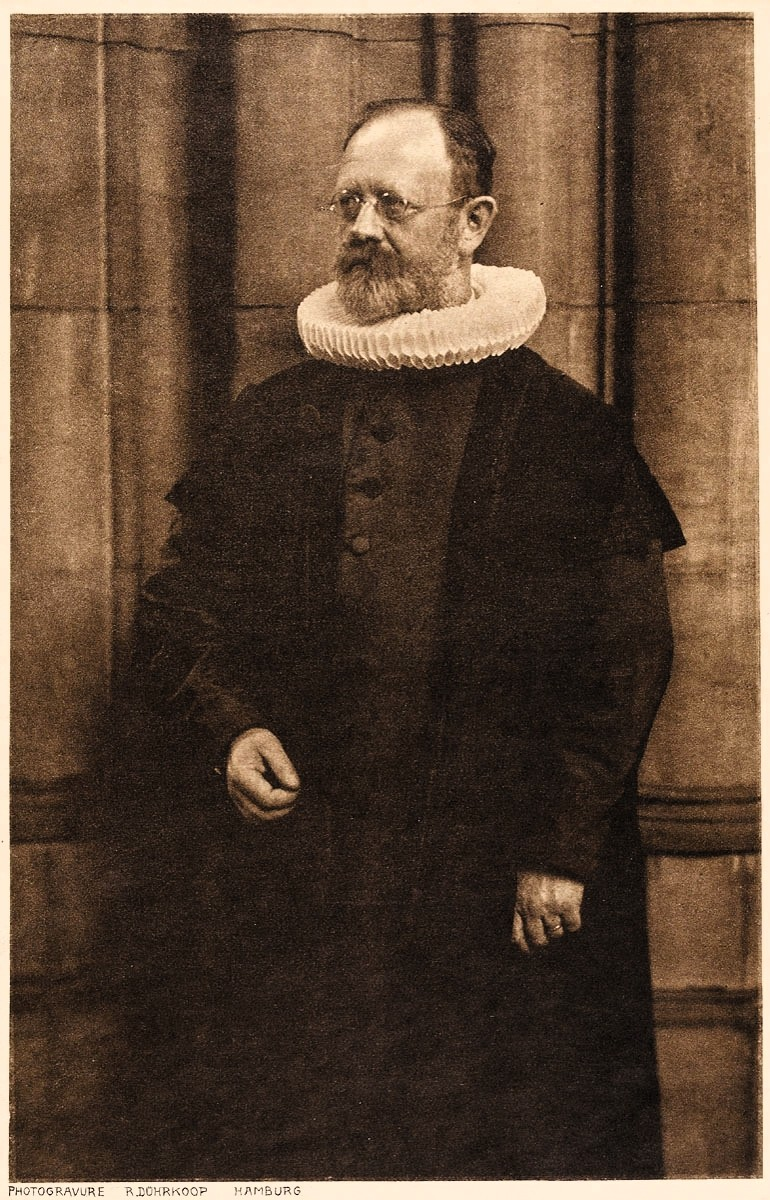
Eduard Rudolf Grimm 1905

Eduard Rudolf Grimm (* 7. August 1848 in Jena; † 11. November 1932 in Emmendorf) war ein deutscher Theologe.

## Leben
Eduard Grimm war ein Sohn des Theologieprofessors Wilibald Grimm. Von 1867 bis 1870 studierte er Philosophie und Theologie in Jena. Mit Studienbeginn trat er dem akademischen Gesangverein bei und übte dort als Präses eine wichtige Funktion aus. Am Deutsch-Französischen Krieg 1870/71 nahm er als freiwilliger Soldat teil. Nach dem theologischen Examen, das er 1872 in Hamburg ablegte, wurde er in Jena zum Doktor der Philosophie promoviert. Anschließend arbeitete er von 1872 bis 1878 als Lehrer in Hamburg, von 1878 bis 1881 als Pastor im thüringischen Bürgel und anschließend als Archidiakonus in Weimar.
1892 wurde er Hauptpastor an der Hauptkirche St. Jacobi in Hamburg, wo er von 1894 bis 1920 dem Kirchenvorstand angehörte. Grimm war Mitglied des Protestantenvereins, des Allgemeinen evangelisch-protestantischen Missionsvereins und des Alldeutschen Verbands. Mit der Wahl zum Senior wurde er 1911 der Leitende Geistliche der Evangelisch-Lutherischen Kirche im Hamburgischen Staate; er vertrat die Landeskirche als Mitglied der Deutschen Evangelischen Kirchenkonferenz, des Deutschen Kirchentages (1919 bis 1921) sowie bis 1920 im Ersten Deutschen Evangelischen Kirchenausschuss.
Grimm beteiligte sich an der Erstellung des liturgischen Handbuchs und der Neuausgabe des Hamburgischen Gesangbuchs. Vor 1916 gründete er die erste Gemeindepflege in Hamburg. Zudem publizierte er zu philosophischen, theologischen und religionswissenschaftlichen Fragestellungen. Dazu gehörten die französische und englische Philosophie, Religionsphilosophie und Jesus Christus. 1903 verfasste er „Die Ethik Jesu“, die ins Schwedische und Japanische übersetzt und 1917 überarbeitet und neu aufgelegt wurde. In der Schrift stellte Grimm die Stellung Jesu zum Krieg für die damalige Zeit sehr besonnen dar.
Neben wissenschaftlichen Arbeiten lehrte Grimm seit dem Wintersemester 1897/98 Theologie am Allgemeinen Vorlesungswesen sowie vom Wintersemester 1897/98 bis 1919 am Kolonialinstitut. 1897 verlieh ihm die Universität Jena die theologische Ehrendoktorwürde. 
Nach der Emeritierung 1920 verfasste Grimm im Ruhestand mehrere philosophische Schriften.

## Nachweise
1. ↑  Geburtsanzeige und Taufangabe in Privilegirte Jenaische Wochenblätter vom 9. August 1848, S. 308, und 28. Oktober, S. 410.
2. ↑  Eingeschrieben als „Eduard Grimm“ am 2. Mai 1867 (Matrikel der Universität Jena 1867, S. 54; Verzeichnis der Studirenden der Universität SS 1870).
3. ↑  ab Sommer 1868 (Personalverzeichnis WS 1868/69).
4. ↑  G. Kunze: Die Sängerschaft zu St. Pauli in Jena 1828‒1928. Jena 1928, S. 145‒148 und 322.

| Vorgänger          | Amt                                             | Nachfolger     |
| ------------------ | ----------------------------------------------- | -------------- |
| Georg Karl Hirsche | Hauptpastor an St. Nikolai zu Hamburg 1892–1920 | Heinz Beckmann |

| Personendaten    | Personendaten                             |
| ---------------- | ----------------------------------------- |
| NAME             | Grimm, Eduard                             |
| ALTERNATIVNAMEN  | Grimm, Eduard Rudolf (vollständiger Name) |
| KURZBESCHREIBUNG | deutscher Theologe                        |
| GEBURTSDATUM     | 7. August 1848                            |
| GEBURTSORT       | Jena                                      |
| STERBEDATUM      | 11. November 1932                         |
| STERBEORT        | Emmendorf                                 |